# Climax Lawrence
Climax Lawrence, född 16 januari 1979 i Margao, är en indisk före detta fotbollsspelare.
Lawrence gjorde 73 landskamper och tre mål för Indiens landslag, bland annat det avgörande 1-0 målet mot Afghanistan i AFC Challenge Cup 2008. Han var med i truppen till Asiatiska mästerskapet 2011.